# Dilated Peoples
Dilated Peoples – amerykańska grupa hip-hopowa rezydująca w Kalifornii.
Członkami grupy są: DJ Babu (producent/DJ) (członek zespołu Beat Junkies), Evidence (raper/producent) oraz Rakaa Iriscience (raper). Za produkcje ich albumów odpowiadają m.in.: The Alchemist (uważany za nieoficjalnego, czwartego członka zespołu), DJ Premier, Kanye West, Evidence oraz kilka innych osób. Wizytówką grupy są komentarze społeczne, braggadacio, nawiązania do tzw. starej szkoły rapu, a także szacunek do wszystkich elementów hip-hopu.
Pomimo zdobycia sławy w społeczeństwie hip-hopu podziemnego, Dilated Peoples nie osiągnęli sukcesu komercyjnego. Wyjątek od powyższego stanowi utwór "This Way", nagrany w 2004 roku we współpracy z Kanye Westem.
Evidence pojawił się na płycie "O.c.b." polskiego rapera O.S.T.R.-a w utworze zatytułowanym "Real Game". Wyprodukował także bit do utworu Włodiego "T&T", z albumu "Wszystko z dymem".
Zespół wystąpił w Polsce, 16 lipca 2016 roku na 22. Przystanku Woodstock w Kostrzynie nad Odrą,

## Dyskografia
- 23 maja 2000 – The Platform
- 23 października 2001 – Expansion Team
- 6 kwietnia 2004 – Neighborhood Watch
- 21 lutego 2006 – 20/20
- 31 lipca 2007 – The Release Party EP
- 12 sierpnia 2014 - Directors of Photography

### Mixtape'y
- 1996 – "Dj Babu – Super Duck Breaks"
- 2000 – "Dj Babu – Super Duper Duck Breaks"
- 2002 – "Dj Babu – Duck Season Vol 1"
- 2003 – "Dj Babu – Duck Season Vol 2"
- 2007 – "Dj Babu – The Beat Tape Vol 1"
- 2008 – "Dj Babu – Duck Season Vol 3"
- 2010 – "Dj Babu – Duck Season Vol 4"
- 2010 – "Dj Babu – The Beat Tape Vol 2"

### Single
| Rok  | Tytuł                           | Pozycja | Pozycja | Pozycja | Pozycja |
| Rok  | Tytuł                           | U.S.    | R&B     | RAP     | RHY     |
| ---- | ------------------------------- | ------- | ------- | ------- | ------- |
| 2000 | "No Retreat"                    | –       | 86      | –       | –       |
| 2000 | "The Platform"                  | –       | 54      | 25      | –       |
| 2001 | "Worst Comes to Worst"          | 123     | 59      | –       | –       |
| 2004 | "This Way (feat. Kanye West)"   | 78      | 41      | 22      | 20      |
| 2004 | "Love And War"                  | 65      | 43      | 34      | –       |
| 2005 | "Back Again"                    | –       | 114     | –       | –       |
| 2006 | "You Can't Hide, You Can't Run" | –       | –       | –       | –       |
| 2007 | "Spit It Clearly"               | –       | –       | –       | –       |

## Teledyski
- (1997) Third Degree (feat. Defari)
- (1997) Work the Angles
- (2000) The Platform
- (2000) The Platform (Erick Sermon Remix)
- (2000) No Retreat (feat. B Real)
- (2001) Worst Comes To Worst (feat. Guru)
- (2004) This Way (feat. Kanye West)
- (2006) Back Again
- (2014) Good As Gone
- (2014) Show Me The Way